# 9420 Dewar
9420 Dewar è un asteroide della fascia principale. Scoperto nel 1995, presenta un'orbita caratterizzata da un semiasse maggiore pari a 2,2698869 UA e da un'eccentricità di 0,0897847, inclinata di 4,77871° rispetto all'eclittica.
Il nome è un omaggio al fisico e chimico James Dewar.